# ウィザード・オブ・ニュージーランド
ウィザード・オブ・ニュージーランド（英語：The Wizard of New Zealand, QSM, 本名：イアン・ブラッケンバリー・シャネル, 1932年12月4日 - ）は、英国ロンドン出身で現在はニュージーランドで活動する演説家、奇術師、社会運動家、コメディアン。

## 来歴

### イギリス時代
1951年から1953年までイギリス空軍に操縦士として従軍。1963年にリーズ大学で第一等(Honours)心理学専攻、第一等(Honours)社会学専攻の学位を取得。中東を放浪しテヘランで教師になる。

### オーストラリア時代
西オーストラリア大学社会人プログラム講座講師に就任しオーストラリアへ移住する。1967年に新設されたニューサウスウェールズ大学社会学部ティーチングフェローに就任し社会学を教える。1969年にニューサウスウェールズ大学長と学生組合により、ニューサウスウェールズ大学ウィザードに任命される。大学では総合宇宙論と題した哲学の普及活動を行いメルボルン大学から宇宙論者として招聘され宇宙論の普及活動を行う。ヴィクトリア国立美術館へ自らを人物作品としたタイトル寄贈を行う。1970年にオーストラリア世界大学奉仕団ウィザードに任命されるもメルボルン大学を訪問中、政治的な理由により解任される。1972年に無抵抗平和慈善団体アルフズ帝国軍を設立。

### ニュージーランド時代
オーストラリアでの活動に難問が生じたため1974年にニュージーランドクライストチャーチへ移住。クライストチャーチ大聖堂前で脚立に乗り演説活動を開始。クライストチャーチ市は幾度となく逮捕を試みるも、独創的な演説スタイルは市民や観光客の間で人気を博し話題の人物となる。クライストチャーチ市にウィザードの任命許可を申し出るも拒否される。
観光ガイドブックの表紙に起用されるなど活動の幅が広がりコメディアン活動を開始。1979年には、ヴィクトリア国立美術館からクライストチャーチのマクドゥーガル美術館へ人物作品のタイトルが移譲される。1980年にカンタベリー観光局に“ウィザード・オブ・クライストチャーチ”（カンタベリー・ウィザード）に任命される。1980年と1981年にニュージーランド政府観光局の要請により海外観光誘致活動をシドニーとメルボルンで行う。1988年に干ばつで農作物への被害に悩んでいた南カンタベリーワイマテ地区より要請を受け、A&P展（カンタベリー農業公園展）へ参加。展示会で雨ごいの踊りを披露すると数時間後に雨が降り始め、翌日のニューヨーク・タイムズに記事が掲載される。1989年には観光分野への貢献により観光産業部門ニューマン賞を受賞。
1990年に友人のマイク・ムーア（第34代ニュージーランド首相）から“ウィザード・オブ・ニュージーランド”へ任命される。1992年にニュージーランド陸運局クライストチャーチ支局はウィザード・オブ・ニュージーランド名義の特別運転免許証を発行し、英国高等弁務官事務所はパスポート名義の変更許可を決定。この年、オーストラリア人女性との婚約を発表した。
1993年にクライストチャーチ市長、市議会議員らと共にクライストチャーチの姉妹都市であるアデレードを訪問。1994年に水不足で悩んでいたオークランド地域でウィザードの派遣要請が議論されたがオークランド市議会はこれを否決。おなじオークランド地域のロッドニー地区より要請を受け雨ごいの踊りを披露すると3日後から雨が降り始め、長期に渡り雨が続いたため今度は洪水被害が報告された。数年間の干ばつに悩むオーストラリアのタムワース市とシドニーのラジオ局の招きで渡豪し雨ごいの踊りを披露すると3日後に嵐を伴う雨が降り始め干ばつ被害は終わるもまたもや洪水被害に悩まされた。
地元スポーツチームやクルセイダーズの勝利を呼び込む魔術を披露するなど複数の魔術を持つが科学的根拠のない奇術である。
2005年に魔法使い生活からのセミリタイアを発表しオアマルへ移住。セミリタイア後も大聖堂前での演説は不定期で行われたが、冬の間と雨の日は寒いため演説は行わない。
2009年6月、地域社会への貢献により女王功績メダル（OSM）がニュージーランド国王より授与された。
2011年2月に発生したカンタベリー地震でクライストチャーチ大聖堂が損壊したことから廃業を決意した。廃業後も不定期でラジオやテレビ番組への出演、新聞や雑誌のインタビュー取材には応じている。

## 人物
演説スタイルは魔法使いの格好で脚立に乗り、自らが提唱する宇宙論を一方的に話す。ごく稀に聴衆との間で哲学に関する質疑応答を行うが、基本的に一方的に話す演説スタイルを取るため聴衆との間で論争に発展することはない。
宇宙論と関係ない雑談や、信仰や宗教に関する話題、政治に関する発言は一切行わない。
英国国教会の信仰を持つ。
演説中は拡声器は使用せず、地声で一方的に話すため、休憩中の人を除き、聞きに集まる聴衆はごく限定的である。
人柄は気さくで友好的。挨拶や写真撮影にも気軽に応じてくれる。礼儀正しく丁寧な言葉遣いで話す。高学歴で高い教養を持つ人物であり、説得力ある演説を行うが、持論を押し付ける行為は取らない。
国内外のイベントに招かれる機会が多くクライストチャーチ国際空港ターミナル内で見かける機会が多い。
生計は婚約者の女性が支えており、雨ごいの踊りやイベント参加による報酬は一切受けていない。営利・非営利組織からは現金を除く差し入れを受けているため、豊かな私生活を送っている。私生活は一般的な服装で過ごしており、魔法使いの衣装は着用していない。愛車はビートルで自ら運転も行う。
魔術について本人は「見ている人々に楽しんでもらうことが一番大切」「（魔術は）宣伝のような効果を持つ」と発言している。
2003年に自宅が全焼し所持品のほとんどを消失。また、婚約者の父が死去するなど災難が続いた。